# Boulevard des Belges (Lyon)
Pour les articles homonymes, voir Boulevard des Belges.

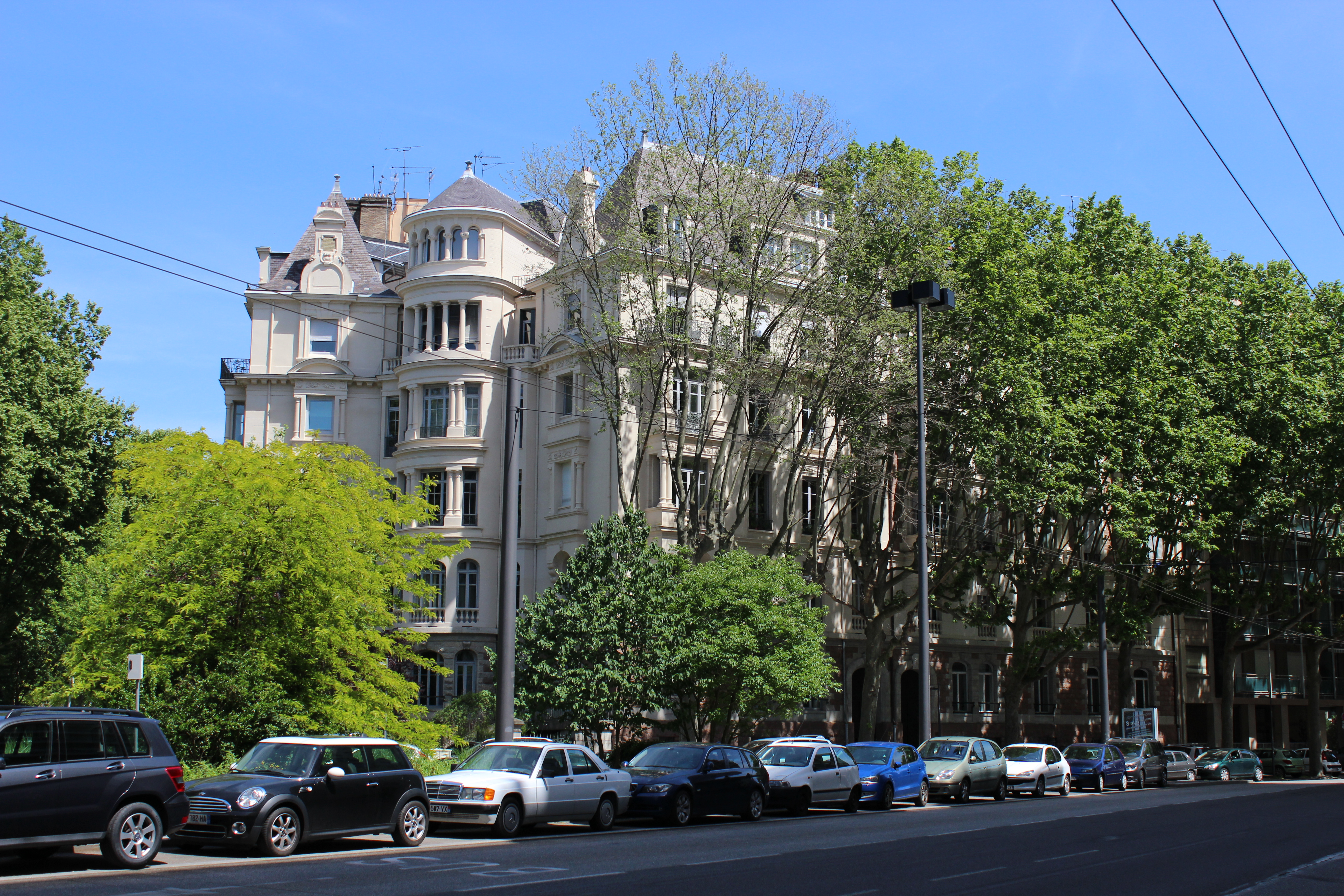

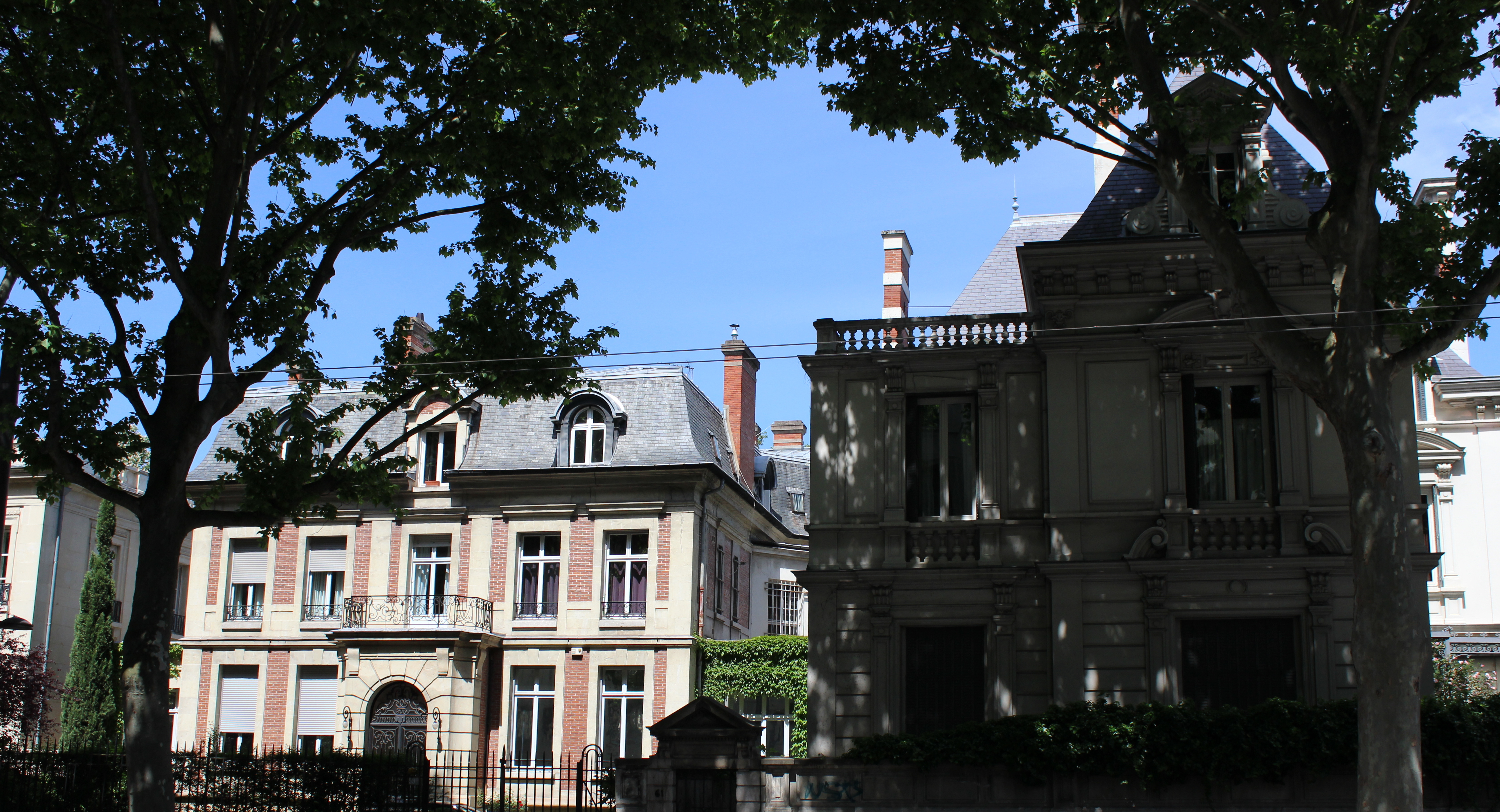

Le boulevard des Belges, anciennement boulevard du Nord, est une large avenue huppée du 6e arrondissement de Lyon bordée de beaux immeubles et d'hôtels particuliers témoignant de l’éclectisme de l’architecture lyonnaise à partir de la fin du XIXe siècle (styles Napoléon III, Art nouveau, années 1930, etc.).

## Situation et accès
Le boulevard longe le Parc de la Tête d'Or sur toute sa partie sud.
L'originalité et la réputation du boulevard proviennent essentiellement des constructions situées aux numéros impairs, le long du parc. Celles-ci sont séparées de ce dernier seulement par une grille privée avec un accès au parc possible en dehors des heures publiques, et sont réputées appartenir aux plus riches Lyonnais. On ne trouve souvent sur les plaques que les initiales des résidents.
D'orientation nord-ouest-sud-est, il relie le quai rive gauche du Rhône (Avenue de Grande-Bretagne et quai Charles de Gaulle) au quartier des Brotteaux (place Jules Ferry et ancienne Gare des Brotteaux).
Dans l'édition lyonnaise du jeu Monopoly, il s'agit de la voie la plus chère.
Ce site est desservi par les lignes   , station Vitton - Belges.

## Origine du nom
Le nom de cette voie rend hommage à la résistance de l'armée belge en 1914 (voir Histoire de Belgique de 1914 à 1945), à l'instar de la rue d’Anvers (artère du 7e arrondissement) et la rue de Ypres (4e arrondissement).

## Historique
En 1831, une ceinture de fortifications est construite autour de l’est Lyonnais. Une trentaine d’années plus tard, elle est détruite au profit d'une promenade arborée qui allait donner naissance au boulevard.
En 1897, le maire Antoine Gailleton édicte un règlement concernant les constructions situées en bordure du parc, côté nord : il y interdit les commerces ainsi que les hauteurs supérieures à trois étages. Les premières constructions de ce côté du boulevard commencent en 1900 et s'échelonnent durant la première moitié du XXe siècle.
Autrefois nommé boulevard du Nord, il est renommé boulevard des Belges par délibération municipale du 14 septembre 1914.

## Bâtiments remarquables et lieux de mémoire

### Le musée Guimet
Situé au numéro 28, il s'agit d'un musée d’histoire naturelle, construit en 1878. Il n'est plus accessible au public depuis 2007 et ses collections ont été transférées au Musée des Confluences (2e arrondissement).

### Le Consulat général de la République fédérale d'Allemagne
Situé au numéro 33, le bâtiment fut construit aux environs de l’année 1900. Initialement demeure privée, ce n'est qu'en 1954 que la République fédérale d’Allemagne en fit l’acquisition (le Consulat général se trouvait jusque-là dans un grand appartement de la Place Bellecour).
Ce bâtiment est classé monument historique.